# Karl Boesing
Karl Boesing (* 17. Mai 1930; † 5. Juni 2013) war ein deutscher Amtstierarzt und Verbandsfunktionär. Er war langjähriger Leiter des Veterinärdezernates des Kreises Borken.

## Leben
Nach dem Abitur studierte Karl Boesing Veterinärmedizin. Mit der Dissertation Die Wirkung verschiedener Sympathikolytika an der Meerschweinchensamenblase wurde er 1957 an der Tierärztlichen Hochschule Hannover zum Dr. med. vet. promoviert. 
1965 trat er als Amtstierarzt und Leiter des Veterinäramtes in den Dienst des Kreises Borken ein. Als im Zuge der kommunalen Neugliederung das Veterinärdezernat entstand, wurde er zu dessen Leiter bestellt. Als Leitender Kreisveterinärdirektor trat er 1995 in den Ruhestand. Sein berufsständisches Engagement machte Karl Boesing in Fachkreisen überregional bekannt. Von 1978 bis 2002 amtierte er als Präsident der Tierärztekammer Westfalen-Lippe und von 1996 bis 1999 zugleich als erster Vizepräsident der Bundestierärztekammer. Auch war er Vorsitzender des Landesverbands der beamteten Tierärzte im Regierungsbezirk Münster. Daneben gehörte Boesing 1971 zu den Gründungsmitgliedern des Lions Clubs Borken. Über diesen war der Lionsfreund auch an der Gründung eines niederländischen Jumelageclubs beteiligt. Leitender Kreisveterinärdirektor a. D. Dr. med. vet. Karl Boesing starb im Alter von 83 Jahren. Seine letzte Ruhe fand er auf dem Borkener Friedhof Butenwall.

## Auszeichnungen
- Bundesverdienstkreuz 1. Klasse (2003)[2]
- Ehrenpräsident der Tierärztekammer Westfalen-Lippe[3]